# 봉사 (관직)
봉사(한자: 奉事)는 조선시대 관직으로써 관상감‧돈녕부‧훈련원 및 기타 각 시(侍)‧원(院)‧감(監)‧서(署)‧사(司)‧창(倉) 따위에 둔 종8품 벼슬이다.

## 소속 기관
- 돈녕부
- 봉상시
- 사옹원(司饔院)
- 내의원(內醫院)
- 군기시(軍器寺)
- 군자감
- 관상감
- 전의감(典醫監)
- 사역원(司譯院)
- 선공감(繕工監)
- 풍저창(豐儲倉)
- 광흥창(廣興倉)
- 사도시(司䆃寺)
- 사재감(司宰監)
- 전연사(典涓司)
- 종묘서(宗廟署)
- 제용감(濟用監)
- 사온서(司醞署)
- 평시서(平市署)
- 전생서(典牲署)
- 내자시(內資寺)
- 내섬시(內贍寺)
- 예빈시(禮賓寺)
- 장원서(掌苑署)
- 혜민서(惠民署)
- 전옥서(典獄署)
- 의영고(義盈庫)
- 장흥고(長興庫)
- 양현고(養賢庫)
- 경모궁(景慕宮)
- 훈련원 등